# Жусупов Абилайхан Кайратович
Абилайхан Кайратович Жусупов (каз. Абылайхан Қайратұлы Жүсіпов, нар. 10 січня 1997, Абай, Карагандинська область, Казахстан) — казахський боксер, що виступає у напівсередній ваговій категорії, триразовий бронзовий призер чемпіонатів світу, дворазовий срібний призер чемпіонатів Азії, учасник Олімпійських ігор 2016 та 2020 років.

## Любительська кар'єра
Олімпійські ігри 2016
- 1/16 фіналу: Програв Пету Маккормаку (Велика Британія) — 1-2

Чемпіонат світу 2017
- 1/16 фіналу: Переміг Валіда Саїда (Єгипет) — 5-0
- 1/8 фіналу: Переміг Вінченцо Манджакапре (Італія) — 4-0
- 1/4 фіналу: Переміг Габріеля Маестре (Венесуела) — 3-1
- 1/2 фіналу: Програв Шахраму Гіясову (Узбекистан) — 1-4

Чемпіонат світу 2019
- 1/16 фіналу: Переміг Вуттічая Масука (Таїланд) — 5-0
- 1/8 фіналу: Переміг Ніка Біера (Німеччина) — 5-0
- 1/4 фіналу: Переміг Рогана Поланко (Домініканська Республіка) — 5-0
- 1/2 фіналу: Програв Андрію Замковому (Росія) — 0-5

Олімпійські ігри 2020
- 1/8 фіналу: Програв Деланте Джонсону (США) — 1-4

Чемпіонат світу 2021
- 1/32 фіналу: Переміг Лін Ю (Китайський Тайбей) — 5-0
- 1/16 фіналу: Переміг Крістіана Паласіо (Венесуела) — 5-0
- 1/8 фіналу: Переміг Даміана Дуркача (Польща) — 5-0
- 1/4 фіналу: Переміг Баатарсухийна Чинзорига (Монголія) — 5-0
- 1/2 фіналу: Програв Севону Окадзаві (Японія) — 1-4

## Таблиця боїв
| 1 Перемога (0 нокаутом, 1 за рішенням суддів), 0 Поразок (0 нокаутом, 0 за рішенням суддів) |        |                 |        |            |                |                  |          |
| Результат                                                                                   | Рекорд | Суперник        | Спосіб | Раунд, час | Дата           | Місце проведення | Примітки |
| Перемога                                                                                    | 1-0    | Мешак Мванкемба | UD     |            | 31 жовтня 2020 | Атирау           |          |